# Complot des blouses blanches
Le complot des blouses blanches (russe : дело врачей, delo vrachei; littéralement « l'affaire des médecins ») est l'affaire tournant autour d'un prétendu complot de médecins soviétiques, en majorité juifs, accusés en janvier 1953 d'avoir assassiné deux dirigeants soviétiques et d'avoir prévu d'en assassiner d'autres. Il s’agissait d’une machination montée de toutes pièces par le NKVD pour le régime stalinien, et l’affaire est abandonnée deux mois après la mort de Staline.

## Le contexte
- Si vous ne connaissez pas le sujet, laissez ce bandeau (vous pouvez alors contacter les auteurs).
- Si vous supprimez le contenu mis en cause (vous pouvez préalablement contacter les auteurs),

argumentez précisément cette suppression dans la page de discussion
(un manque de référence n'est pas un argument ; une recherche réelle de référence doit avoir été effectuée, être formellement documentée).
Après la Seconde Guerre mondiale, une forme communiste d’antisémitisme se développe progressivement en Union soviétique et dans les pays satellites, contre les juifs non pas en tant qu’ethnie (национальность), mais en tant que groupe confessionnel[réf. nécessaire] (la tradition religieuse étant officiellement un « archaïsme rétrograde » et un « opium du peuple ») réparti sur plusieurs continents (donc soupçonné d’être « cosmopolite »). Les souffrances des Juifs durant la guerre sont évoquées uniquement en tant que persécutions et massacres de civils soviétiques par les fascistes, toute analyse de la « solution finale » et de la thèse du « judéo-bolchévisme » étant interdite comme « point de vue nationaliste bourgeois » : la publication du Livre noir est arrêtée en 1947. La situation empire après la naissance de l’État d'Israël et le soutien manifesté à ce pays par les États-Unis : le Comité antifasciste juif est dissous en 1948 et ses principaux membres arrêtés (ils seront exécutés en 1952). Cet antisémitisme d’État d’abord insidieux apparaît au grand jour en janvier 1949 lorsque la presse lance la campagne contre le « cosmopolite sans racine ».
Lors des procès de Prague organisés par le président communiste tchécoslovaque Klement Gottwald en novembre 1952, quatorze cadres du Parti communiste tchécoslovaque sont accusés d’avoir organisé un « complot titiste ». Onze sont condamnés à mort, trois à la prison à vie. Sur les quatorze accusés, onze sont juifs, dont Rudolf Slánský.
Depuis le début des années 1950, Staline soupçonne le chef des services secrets MVD, Lavrenti Beria, de vouloir lui nuire. Un « complot » dont Beria ignorerait l’existence donnerait un bon prétexte à Staline pour l’accuser d’incompétence et l’écarter du pouvoir au profit de Viktor Semyonovich Abakoumov.

## L'affaire
Le 1er décembre 1952, Joseph Staline déclare au Politburo : « Tout sioniste est l’agent du service de renseignement américain. Les nationalistes juifs pensent que leur nation a été sauvée par les États-Unis, là où ils peuvent devenir riches, bourgeois. Ils pensent qu’ils ont une dette envers les Américains. Or parmi mes médecins, il y a beaucoup de sionistes. ». Semion Ignatiev, nommé récemment ministre de la Sécurité de l’État, est chargé de mettre en œuvre les accusations et d’obtenir des aveux.
L’« affaire » éclate publiquement le 13 janvier 1953, lorsque la Pravda publie un long article intitulé « Sous le masque des médecins universitaires, des espions tueurs et vicieux ». Cet article, inspiré d’une dépêche de l’agence soviétique TASS dénonce un « complot de bourgeois sionistes », organisé par « l’organisation juive internationale bourgeoise-nationaliste » : le Congrès juif mondial, qui, à en croire ce journal officiel du Parti communiste de l'Union soviétique, serait financée par la CIA.
Un groupe de neuf médecins, dont six sont juifs, ayant soigné des membres du Parti communiste de l'Union soviétique auraient empoisonné Andreï Jdanov (mort en 1948) et Alexandre Chtcherbakov (mort en 1945). Selon les mêmes sources, ces médecins étaient, au moment de leur arrestation, sur le point d’assassiner d’importantes personnalités soviétiques, telles Ivan Koniev, Alexandre Vassilievski ou Leonid Govorov. Une femme médecin, Lidia Timachouk, est décorée de l’ordre de Lénine pour avoir dénoncé le groupe.

## Les arrestations
Parmi les médecins inculpés, se trouvent le médecin personnel de Staline, Vinogradov, et le général et médecin-chef de l’Armée soviétique, Miron Vovsi (en), tous deux praticiens très renommés. De nombreux juifs, médecins et pharmaciens, accusés d’avoir participé de près ou de loin au « complot », sont arrêtés. Au départ 37, mais le chiffre atteint rapidement plusieurs centaines. Le 12 février 1953, Maria Weizmann (en), la sœur de Chaim Weizmann, premier président d’Israël, est arrêtée.

## Réactions dans le monde

### Le bloc occidental
L’affaire eut un important retentissement international et indigna le bloc de l’Ouest. Albert Einstein, Winston Churchill et d’autres personnalités envoyèrent des télégrammes de protestation au ministère soviétique des Affaires étrangères et exigèrent une enquête.
Le 9 février 1953, une bombe explose à la légation soviétique à Tel-Aviv. Malgré les excuses de Ben Gourion, l’Union soviétique rompt ses relations diplomatiques avec Israël le 11 février 1953.

### Les partis du Kominform
Les partis communistes oppositionnels des pays occidentaux, affiliés au Kominform, ont ordre de soutenir la condamnation des médecins. Le Parti communiste français, publia dès le 22 janvier un communiqué dans son journal L'Humanité : « Lorsque, en Union soviétique, est arrêté le groupe des médecins assassins travaillant pour le compte des services d’espionnage terroristes anglo-américains […], alors, la classe ouvrière applaudit de toutes ses forces ». 
Du 27 janvier 1953 au 1er février 1953, Ce soir, quotidien communiste que dirige Pierre Daix, publie, à la demande insistante du PCF, une série de six articles signés par Pierre Hervé et qui fustigent « la grande finance juive », l’American Jewish Joint Distribution Committee, qui a fait de la diaspora juive « une arme de guerre froide au service du Département d’État de Washington », les « cosmopolites dégénérés » et les « sionistes trotskistes » (allusion au fait que Léon Trotski, nullement sioniste et même relativement antisioniste, était de famille juive). Il conclut en flétrissant « Israël, le sionisme, le nationalisme bourgeois et le racisme juif. »
Dans ses mémoires publiés en 1976, Pierre Daix évoquera avoir été sous la pression d'Auguste Lecoeur, qui n'est pourtant pas cité dans le livre détaillé sur l'affaire. 
De même, France Nouvelle, l'hebdomadaire publié par le comité central du Parti communiste français, publia en première page de son édition du 24 janvier 1953, un article se félicitant de ce que « la bande de monstres à face humaine, répugnants de lâcheté et hideux d'ignominie » ait été arrêtée : « L'Union soviétique a mis la main sur des Judas. »
Raymond Guyot, membre du bureau politique et député de Paris, demanda aux médecins français proches du parti de s’associer à la condamnation des médecins soviétiques impliqués dans le « complot ». Annie Kriegel, alors responsable de l’idéologie de la fédération parisienne du PCF, va voir le docteur Lafitte pour lui faire signer une déclaration avec une dizaine de médecins, dont la moitié de Juifs, parue dans L’Humanité du 27 janvier 1953 et rédige un article dans les Cahiers du Communisme. Elle parla alors de « médecins terroristes », complices du « sionisme » et « approuva l’emploi des tortures pour extorquer aux « assassins en blouse blanche » des aveux fantasmagoriques, prélude à une « solution finale » pogromiste », selon Boris Souvarine. Parmi les autres signataires, les résistants Victor Laffite, Raymond Leibovici, Jean Dalsace, qui s'indignera en 1955 de la condamnation par le PCF de l'action de Marie-Andrée Lagroua Weill-Hallé et Stéphane Derogy pour la planification familiale. On retrouve aussi dix médecins communistes dont Yves Cachin, Jeanne Lévy, Paul Hertzog. 
Le texte dit : « Les médecins français estiment qu'un très grand service a été rendu à la cause de la paix par la mise hors d'état de nuire de ce groupe de criminels, d'autant plus odieux qu'ils ont abusé de la confiance naturelle de leurs malades pour attenter à leur vie ». 
En réponse à un article de Claude Bourdet, le psychiatre Louis Le Guillant, fondateur en 1951 de la revue La Raison : Cahiers de psychopathologie scientifique écrit un  article de 36 pages dans La Nouvelle Critique de mars 1953, puis tombe en dépression quand l'affaire se dégonfle, tandis que Victor Laffite est désigné comme « le pelé, le galeux d’où vient tout le mal ». Le 14 janvier 1963, le bureau de la commission pour la vérité sur les crimes de Staline demandera aux dix médecins de s'expliquer et Jean Dalsace répond que sa réponse ne regarde que ses proches, puis en  1974 il révèlera que le texte publié était sans « aucun rapport » avec celui soumis à une « approbation de principe ».
En 1953, Louis Martin-Chauffier rompt avec le PCF, à cause du procès Slansky, du « complot des blouses blanches » et du soutien du parti français à l'antisémitisme sévissant dans les pays de l'est.
Dans les derniers mois de 1952 (à cause du procès Slansky) et en janvier 1953 (à cause du « complot des blouses blanches »), le Parti communiste du Royaume-Uni perd en tout au moins 30 % de ses membres ; le fonds destiné à faire vivre le Daily Worker (journal du PC britannique) passe de 3 500 livres sterling courant 1952 à 979 en janvier 1953, pour les mêmes raisons.

## La fin de l’«affaire»
Le 5 mars 1953, Staline meurt d’une hémorragie cérébrale, mais les arrestations continuent. Gueorgui Malenkov est élu président du Conseil le 7 mars et déclare le 12 mars, lors de la réunion du Præsidium du Soviet suprême, qu'il faut en finir avec le culte de la personnalité. Lavrenti Beria est élu vice-président, récupère les attributions de Semion Ignatiev puis met fin à l’« affaire » des médecins. Entre-temps, le 9 mars, un des médecins est soumis à un interrogatoire dont la tonalité a changé puis un second le 14 mars, où un général lui apprend que l'affaire est terminée. Le 26 mars, c'est la Pravda qui publie un grand article sur le 85e anniversaire de Gorki sans plus mentionner qu'il a été empoisonné, alors que c'était évoqué régulièrement en janvier et février.
Le 3 avril 1953, le Præsidium du Soviet suprême décide que le « complot des médecins » n’a jamais existé et que ces derniers sont désormais réhabilités, mais la décision n'est pas publiée car Lavrenti Beria, responsable du MVD qu'il vient de créer, l'interdit par un coup de téléphone le soir même. Il veut l'annoncer lui-même, pour en tirer un bénéfice politique: l’arrestation des neuf médecins était « illégale et sans fondement » et les aveux ont été obtenus « par des moyens strictement interdits par la loi ». Dès le 4 avril la Pravda rend cette décision publique, par un communiqué de son ministère en haut de la page 2, précisant dans une note que l'ordre de Lénine est retiré à la dénonciatrice Lidia Timachouk, puis annonce le 7 avril que Mikhaïl Rioumine, l’un des vice-ministres de l’Intérieur qui aurait trompé son chef, est arrêté. En France, L'Humanité reprend les informations de la Pravda deux jours après, en première page, suivi d'un article sans signature en page 3, sans autocritique. Les deux jours suivants, Pierre Courtade, chef de la rubrique internationale depuis 1946 et correspondant à Moscou, décrit l'abandon du procès comme un succès soviétique contre un complot de la presse occidentale et du journal français Franc-Tireur, présenté comme « trotskiste », alors que sa rédaction réunit socialistes, radicaux et catholiques. « Où est l'autocritique ? », demande un participant à la réunion de la Commission des médecins du PCF, présidée par Pierre Daix, où « on est à deux doigts d'en venir aux mains ».
Seuls sept médecins retrouveront la liberté, les deux restants étant morts, probablement durant leurs interrogatoires.

## L«affaire» vue de France
Dans ses mémoires publiés en 1975, Souvenirs obscurs d'un juif né en France, Pierre Goldman, frère du chanteur Jean-Jacques Goldman, alors âgé de neuf ans, se souvient que son père, le héros de la Résistance Alter Mojsze Goldman, participe à une « violente discussion » l'opposant à un autre militant PCF de la famille et qui lie le sujet de la mort de Staline au complot des blouses blanches, son père passant au yiddish pour parler à sa femme lors des « discussions graves ».

## Filmographie

### Cinéma
- Une exécution ordinaire réalisé par Marc Dugain en 2010, est centré sur l'affaire du « complot ».
- En 2018, il y est fait allusion dans La Mort de Staline, adaptation de la bande dessinée française homonyme, où les membres du Politburo rencontrent des difficultés à trouver des médecins pour soigner Staline atteint d'une hémorragie cérébrale.

## Documentaire
- 2008 : Le Dernier Complot de Staline de Philippe Saada.